# SlideWheel
SlideWheel est un modèle de toboggan aquatique développé par le constructeur allemand Wiegand. Il s'agit d'un mix entre un toboggan aquatique et une grande roue.
Rainer Maelzer, cofondateur de l'entreprise, indique que l'idée de développer ce toboggan est venue de la vision d'un enfant de six ans en 2012, en Suisse. Wiegand a breveté le concept et discrètement mené le développement. Au départ, le toboggan devait être réservé à des nageurs seuls et sans bouées, et mesurer dix mètres. Le projet a évolué vers une structure haute de vingt-quatre mètres capable d'emporter en permanence douze nageurs, répartis en trois bouées de quatre places, pour une masse totale de cent-trente tonnes. Le diamètre du tube est de 2,70 mètres.
Le développement, de l'idée originale au premier prototype, a pris quatre ans. Il y a eu plusieurs défis à relever comme l'ajustement du toboggan à la structure en acier de la roue, le calcul des forces, la vitesse à l'intérieur du tube, la synchronisation des départs ou encore l'évacuation en cas de problème. Rainer Maelzer évoque à ce sujet l'impossibilité pour deux bouées d'entrer en collision. Il précise également qu'en augmentant de 5 % la vitesse de rotation de la roue, il est possible de passer dans la minute qui suit d'une attraction calme et familiale à une attraction à sensation.
Le premier SlideWheel est installé en 2018 à Chimelong Waterpark, en Chine, alors le parc aquatique le plus fréquenté au monde avec 2 690 000 visiteurs en 2017. La sortie ayant lieu au même niveau que l'entrée dans la roue, une section plus classique de toboggan aquatique a été rajoutée. Le débit de l'attraction y est de 480 personnes par heure avec un départ toutes les trente secondes. Les autres sont installés dans le parc polonais Aquapark Reda (2019), à Mt. Olympus Water & Theme Park dans le Wisconsin aux États-Unis, et à Meryal au Qatar (2023).